# Дублення
Ду́блення, також заст. гарбува́ння (через пол. garbować від сер.-в.-нім. gerwen, garwen, gerben — «робити», «підготовляти») — оброблювання сировини в розчині дубильних речовин.

## У шкіряній промисловості
У шкіряній промисловості  — оброблення шкіри дубильними речовинами задля надання їй пластичності, міцності, зносостійкості й інших властивостей, доконечних
при виготовленні шкіряних та хутряних виробів. Взаємодія гарбників із функціональними групами лінійних амінокислотних полімерів з утворенням стійких поперечних зв'язків молекул колагену між собою. Основні види гарбування — мінеральне (хромове, цирконієве, титанове тощо), товщове, формальдегідне, танідне, комбіноване.

## Гарбування у фотографічній справі
У фотографії — спеціальне оброблення желатини (суміш колагенових макромолекул різної молекулярної маси) фотоемульсії, що робить її важкорозчинною у воді.

## Гарбування у фотолітографії
У фотолітографії — оброблення зафіксованих світлом ділянок фоторезисту після відмивання його незафіксованих ділянок рідинами-гарбниками (іноді засвітленням) задля надання більшої міцності й нерозчинюваності.

## Виноски
1. ↑  Гарбувати [Архівовано 30 листопада 2018 у Wayback Machine.] // Словник іншомовник слів
2. ↑  Етимологічний словник української мови : в 7 т. / редкол.: О. С. Мельничук (гол. ред.) та ін. — К. : Наукова думка, 1982. — Т. 1 : А — Г / Ін-т мовознавства ім. О. О. Потебні АН УРСР ; укл.: Р. В. Болдирєв та ін. — 632 с.